# 罗斯 (神秘博士)
〈罗斯〉（英語：Rose）是英國科幻電視影集《異世奇人》系列1的第一集，2005年3月26日透過英國廣播公司第一台首播。本集由主编拉塞爾·T·戴維斯編劇，基思·保克导演。
在這一集中，倫敦百貨公司員工蘿絲·泰勒（比莉·派柏飾演）遭遇活起來的塑膠假人襲擊，之後更捲入了外星時間旅行者博士（基斯杜化·艾克斯頓飾演）阻止內斯泰意識（Nestene Consciousness，尼古拉斯·布里格斯配音）入侵地球的陰謀之中。
本集是《異世奇人》復活系列的首集，艾克斯頓接替前幾任演員飾演博士，派柏首次飾演博士的旅伴蘿絲；劇中還出現了幾名常駐角色：由卡米爾·科杜里飾演的賈姬·泰勒，以及诺尔·克拉克飾演的米奇·史密斯。除此之外，該劇經典時代的反派塑膠人重新出現（其最後一次出現是在1971年的〈塑膠人的恐怖〉中）。觀眾沒有看到博士角色從以前的化身中重生（此設定能讓新演員合理地接演角色）；拉塞爾·T·戴維斯認為，讓觀眾在新演員就位的情況下開始這部劇，會比讓前任演員重生更好懂。
〈罗斯〉2004年7月和8月在BBC威尔士總部加的夫進行外景拍攝，7月在倫敦拍攝部分外景。8月和9月，劇組主要在纽波特的倉庫拍片。9月起在BBC樣片單位（BBC's Model Unit）開始對樣片進行錄製工作，10月和11月在加的夫錄製了一些額外的片段。〈罗斯〉在英國首播後獲超過1081萬觀眾觀收看，成為繼1979年的〈來自深淵的生物〉以來收看次數最多的《異世奇人》劇集，並獲得評論家的正面評價，但其中不乏對其幽默的運用提出了一些批評。

## 劇情
倫敦百貨公司店員蘿絲·泰勒被困在地下室中並被活體假人模特兒攻擊，直到被自稱為「博士」（第九任博士）的神秘人救出，後者用炸藥摧毀了大樓。第二天，博士拜訪了蘿絲家，一度遭到塑膠假人的手臂襲擊。蘿絲使用男友米奇·史密斯的電腦調查博士，並遇到了一直在追查博士身影的克萊夫。克萊夫告訴蘿絲，博士是危險之人，對方所到之處必定會發生災難。蘿絲與克萊夫交談時，米奇被一個移動式垃圾桶綁架，取而代之的是一尊塑膠替身。
假米奇帶蘿絲去吃晚飯，並試圖向她詢問博士的事，但博士出現並斬首了替身。博士將蘿絲和塑膠頭帶到TARDIS並嘗試使用塑膠頭來定位控制信號的來源；TARDIS為此將兩人帶到倫敦眼。博士向蘿絲解釋，假米奇是由內斯泰意識（Nestene Consciousness）控制的塑膠人；博士必要時會利用裝在小瓶子裡的反塑膠物質摧毀內斯泰。意識到發射器就是倫敦眼本身，博士和蘿絲到地下與內斯泰的本體對質，並發現了還活著的米奇。博士試圖與對方談判，但意識將毀滅其星球的責任歸咎於博士。內斯泰意識啟動了購物商場裡的所有塑膠人，幾名購物者被槍殺，其中包括克萊夫。博士也被一對塑膠人壓住，但蘿絲救了他，反塑膠物質也落入內斯泰意識待的大桶子中，導致對方死亡，塑膠人們全部崩潰。事後，博士邀請蘿絲與自己同行，踏上時空冒險之旅。

### 前後連結
塑膠人和內斯泰意識都首次出現在〈太空先鋒〉（1970年）中，然後再次出現在〈塑膠人的恐怖〉（1971年）。

## 延伸閱讀
- Arnold, Jon. . Obverse Books. 2016-03-01. ISBN 978-1909031371.
- Burk, Graeme; Smith?, Robert. .  1st. ECW Press. 2012-03-06: 3–62. ISBN 978-1-55022-984-4.

## 外部連結
- TARDIS Data Core上的相关条目： Rose (TV story)
- BBC Doctor Who homepage
- Doctor Who Confidential （页面存档备份，存于） — Episode 1: Bringing Back the Doctor
- "Rose" 在 異世奇人: 時間（旅行）簡史
- "Rose" 在 異世奇人參考導覽
- "Lots of planets have a North." （页面存档备份，存于） — Episode clip from "Rose"
- Who is Doctor Who? （页面存档备份，存于） - tie-in website featured in the episode
- 互联网电影数据库上Rose的资料（英文）